# Woerden
Woerden (nizozemska izgovorjava: [ˈʋuːrdə(n)] ()) je mesto in občina v osrednji Nizozemski. Zaradi svoje osrednje lege med Amsterdamom, Rotterdamom, Haagom in Utrechtom ter dejstva, da ima železniške in cestne povezave s temi mesti, je priljubljeno mesto za dnevne migrante, ki delajo v teh mestih.

## Zgodovina
Reka Stari Ren je včasih tekla skozi središče mesta Woerden, leta 1960 pa je bila stara reka preusmerjena okoli mestnega središča. Mesto ima dolgo in bogato zgodovino sirarstva in trgovanja; že leta se v tej regiji proizvaja sir gauda za domačo in mednarodno uporabo. Woerden ima še vedno svojo pristno (od leta 1885) tržnico sira na tržnici v svojem središču.

### Rimski kastel
Woerden leži ob reki Stari Ren, blizu sotočja z nekdanjim tokom reke Linschoten. Spodnji del toka  od Montfoorta in Linschotena do Woerdna se je že zdavnaj zamuljil in njegov tok je bil preusmerjen skozi reki Lek in Holandski IJssel, nekoč pa je bil pomemben krak delte Rena, ki je povezoval Spodnji Ren od Wijk bij Duurstede do Starega Rena pri Woerdnu. V bližini nekdanjega sotočja je bilo območje nekoliko bolj dvignjeno od okolice, naravni nasip, zaradi česar je bilo — na poplavnem območju — privlačno za poselitev.
Tu, na najvišjem točki, so Rimljani zgradili grad (Castellum Laurum), kot del limesa rimskega cesarstva in s tem del obrambnih črt severne meje rimskega cesarstva. Prvi castellum je bil zgrajen v 40. letih našega štetja in je bil uničen leta 69 našega štetja med Batavijskim uporom. Leta 70 našega štetja je bil castellum obnovljen in Rimljani so ostali do leta 402 našega štetja, s prekinitvijo, ki je trajala od okoli 275 do 300 našega štetja.
Castellum se je nahajal na sedanjem mestu srednjeveške Petrove cerkve in okoliškega cerkvenega pokopališča. Med gradnjo novega podzemnega parkirišča v središču Woerdna so našli ostanke številnih starih rimskih zgradb in rimsko tovorno ladjo. Med terenskimi raziskavami se je veliko izvedelo o rimskem času v Woerdnu: lokacija castelluma, cona obrambnih voda z vhodno cesto in ostanki rimske tovorne ladje. 

### Mračni srednji vek
Malo je znanega o obdobju po odhodu Rimljanov za vedno leta 402 našega štetja. Lahko domnevamo, da so ljudje tu še naprej živeli, vendar je malo arheoloških dokazov. Leta 2012 so na mestu rimskega Castelluma našli frankovski meč iz 8. stoletja. Za to ozemlje so se potegovali Frizijci in Franki. Frankovski kralj Dagobert I. je okoli leta 630 osvojil to območje in v bližnjem Utrechtu je bila zgrajena majhna cerkev. Okrog leta 650 so se Frizijci vrnili, uničili frankovsko cerkev v Utrechtu in frizijski kralj je tam ustanovil svoj dvor. Nato je leta 689 kralja Redbada premagal frankovski vojvoda Pipin Herstalski v bitki pri Dorestadu in Franki so ponovno prevzeli nadzor nad tem območjem. Kralj Redbad je po Pipinovi smrti leta 714 ponovno osvojil Utrecht, vendar je bila frizijska zmaga kratkotrajna: vojvoda Karel Martel je leta 718 premagal Redbada. Leta 734 je Karel Martel v bitki pri Boarnu premagal Frizijce.
Misijonarji so sledili stopinjam frankovskih osvajalcev: leta 695 je Willibrord, znan kot "apostol Frizijcev ", postal škof v Utrechtu, s prekinitvami zaradi vdorov Frizijcev. Bonifacij je tu deloval od leta 719 do 722. Liudger poroča, da je Bonifacij pridigal v Wyrdi, pri čemer se nanaša na Wierde, kar pomeni, da je bil kraj na višjem območju. Okoli leta 850 je moral škof še enkrat oditi, tokrat zaradi vikinških roparjev. Škof Balderik se je vrnil v Utrecht leta 918, potem ko je vikinška grožnja popustila. Škof trdi, da je Woerden del njegove jurisdikcije: Na seznamu, pripravljenem med letoma 918 in 948, je omenjeno, da je In UUrdin totum Sancti Martini ,  kar pomeni: V Woerdnu vse pripada svetemu Martinu, torej cerkvi v Utrechtu.

### Med škofom in grofom
Utrechtski škof je prejel zemljiška darila, najprej od frankovskih kraljev, kasneje pa od nemških kraljev, zlasti Otona I., cesarja Svetega rimskega cesarstva. Leta 1024 našega štetja so škofje postali knezi Svetega rimskega cesarstva in ustanovljena je bila nova knezoškofija Utrecht.
Okoli leta 1000 našega štetja je bila poselitev omejena na rečne bregove; bolj v notranjosti je bilo nerazvito barje. Škofje so svojo novo oblast uporabili za spodbujanje kultiviranja te divjine. Koncesije so bile podeljene naseljencem, ki so izsušili barje tako, da so izkopali ločilne jarke, ki so se začeli od rek in potokov in se raztezali približno ¾ milje v notranjost, s čimer so ustvarili značilno mrežo polj, ki jo vidimo še danes. Približno leta 1300 AD je bil proces pridobivanja uporabne zemlje končan.
Medtem se je na zahodu, ob obali, razvila konkurenčna oblastna entiteta. Najprej imenovana Zahodna Frizija, je postala znana kot Holandija, ko je holandski grof Floris II. leta 1101 preselil svoj dvor v Leiden. Holandski grofje so razširili svoj vpliv in do leta 1165 zgradili utrdbo, imenovano Svadeburg, blizu današnjega Zwammerdama, približno 7 milj zahodno od Woerdna. Okoli leta 1160 je škof Godfrey van Rhenen zgradil grad v Woerdnu. Woerden je spet postal obmejno mesto med dvema vojskujočima se silama, kar je trajalo do leta 1527, ko je utrechtski škof prodal svoja ozemlja cesarju Karlu V. in sta bili državici združeni pod Karlovo vladavino. Zaradi svoje strateške lege na meji med grofijo Holandijo in škofijo Utrecht so se v Woerdnu in okolici bojevali različni gospodarji in gospe teh oblastnih entitet.
Od približno 1131 do 1296 je družina van Woerden prevladovala v lokalnih zadevah v Woerdnu. Več potomcev družine je znanih kot Herman Woerdenski. Prvotno so bili oskrbniki gradu za škofa, sčasoma pa so se želeli osamosvojiti. Leta 1274 je Herman VI. Woerdenski sklenil zavezništvo z Gijsbrechtom IV. Amstelskim in se uprl izvoljenemu škofu Janezu iz Nassaua. Leta 1278 je Floris V., holandski grof, posredoval na strani močno oslabljenega škofa in porazil uporne gospode. Gijsbrecht je bil ujet, Herman pa v izgnanstvo. Leta 1281 je Floris V. dobil dežele uporniških gospodov, vključno z Amsterdamom in Woerdnom. V mirovnem sporazumu iz leta 1288 je Floris obnovil gospostvo Woerden Hermanu Woerdenskemu, vendar zdaj kot grofovemu vazalu. Vendar se Herman ni izkazal kot zaupanja vreden vazal: leta 1296 sta ponižana gospoda Gijsbrecht IV. Amstelski in Herman Woerdenski ponovno stopila na sceno kot del zarote. Skupaj z Gerardom Velzenskim sta med lovom ujela grofa Florisa in grofa so umorili. Po tem je bil Gerard Velzenski ubit, Herman Woerdenski pa je ponovno odšel v izgnanstvo. Leta 1300 je grof Janez II., Holandski podelil gospostvo Woerden svojemu bratu Guyu iz Avesnesa, ki je naslednje leto postal škof v Utrechtu. Leta 1311 je Guy gospostvo vrnil svojemu nečaku, grofu Viljemu III., Woerden pa je po tem ostal del Holandije.
Okoli leta 1370 je  sodni izvršitelj Viljem II. iz Naaldwijka ukazal gradnjo obrambnih zidov in jarka za fortifikacijo mesta, da bi zaščitil Holandijo pred ponovnimi sovražnostmi z Utrechtom. Woerden je leta 1372 prejel mestne pravice od Alberta I., vojvode Bavarske  in holandskega grofa, čeprav je bil Woerden še vedno majhno mesto, ki ni imelo več kot okoli 720 meščanov. Približno v istem času je bila zgrajena Petrova cerkev; del njenega zvonika še vedno stoji. Leta 1410 je Janez III., vojvoda Bavarske-Straubing, dal zgraditi grad Woerden, leta 1510 pa je bila zgrajena mestna hiša. Te zgradbe še vedno obstajajo, čeprav je bil grad skozi leta precej predelan in prenovljen.
1. novembra 1425 je Woerden izbral stran Filipa Dobrega v spopadu z Jakobo Bavarsko, potem ko je Filip potrdil mestne privilegije in obljubil, da gospostvo Woerden ne bo nikoli ločeno od grofije Holandije tako, da bi ga podelilo komu drugemu. Med vladavino burgundskih vojvod Filipa Dobrega – 1419–1467) in Karla Drznega – 1467–1477) je Woerden užival v obdobju miru brez primere in do leta 1477 se je njegovo prebivalstvo skoraj potrojilo na številko 1920. Smrt Karla Drznega pred vrati Nancyja je bila uvod v ponovne nemire, tako v Utrechtu kot v vojvodini Gelders, in mesto je zaradi tega utrpelo gospodarske težave.

### Heretiki in uporniki
Vladavina Karla V. je bila kljub verskim nemirom obdobje relativnega miru in blaginje za Woerden. Aprila 1522 je Karel V. uvedel inkvizicijo v Nizozemske dežele.
Johannes Pistorius Woerdensis ( Jan de Bakker ), katoliški duhovnik, je bil prvi pridigar v severni Nizozemski, ki je bil mučen zaradi svojih verskih prepričanj. Njegov oče je bil župnik v Woerdnu in tudi najemnik opekarne, iz tega poklica pa je izhajal tudi njegov priimek.
Janez de Bakker je bil učenec Hinne Rode (Ivan Rhodius), ravnatelj šole sv. Hieronima bratov skupnega življenja v Utrechtu. Rode je bil zagovornik zakramentarijanstva in leta 1520 je njegov oče poklical Janeza nazaj v Woerden, morda zaradi skrbi zaradi teh heretičnih pogledov. Janez se je preselil v Leuven in leta 1522 tam zaključil šolanje. Vrnil se je v Woerden, bil v Utrechtu posvečen v duhovnika in pomagal očetu kot župnik in diakon.
Janez je začel širiti krivoverske nazore in maja 1523 ga je skupaj z drugim duhovnikom aretiral grajski oskrbnik. Po kratkem času so ju izpustili in domneva se, da sta odpotovala v Wittenberg, vendar ni dokazov, da se je srečal z Martinom Luthrom. Po vrnitvi je nadaljeval s pridiganjem, spor z Rimskokatoliško cerkvijo pa je še dodatno zaostrilo dejstvo, da je prekinil celibat in se poročil. V noči na 9. maj 1525 so ga aretirali in naslednji dan premestili v Haag, kjer je stopil pred inkvizicijo. Bil je mučen in obsojen na smrt ter 15. septembra 1525 zažgan na grmadi v Haagu. Njegova vdova si je rešila življenje s tem, da se je odpovedala herezijam in svoje življenje preživela v opatiji.
Mestni sodniki v Woerdnu so bili strpni do luteranske veroizpovedi. Leta 1566 je to povzročilo spopad z vojvodo Erikom Brunsviškim, ki je bil takrat gospodar Woerdna.
Čeprav je bil Eric iz Brunswicka vzgojen kot luteranec, se je leta 1547 spreobrnil v katolištvo, na veliko obžalovanje njegove matere Elizabete Brandenburške. Eric je služil kot poveljnik v vojski Karla V. in Filipa II . ter se na njuni strani boril v šmalkaldenski vojni (1546–1547) in francosko-habsburški vojni (1551–1559). Med bitko pri St. Quentinu (1557) se je odlikoval z zajetjem francoskih maršalov Anne de Montmorency in Jacquesa d'Albona de Saint-Andréja. Ti ujetniki so bili za Filipa II. zelo pomembni kot pogajalski adut med pogajanji za mirovno pogodbo v Cateau-Cambrésisu. Leta 1558 je Filip II vojvodi Eriku iz Brunswicka podelil gospostvo Woerden kot odškodnino, kljub ugovoru mestnih sodnikov Woerdna, ki so menili, da je to kršitev obljub, ki jih je dal Filip Dobri leta 1425.
Po ikonoklastičnih nemirih, ki so leta 1566 zajeli državo, je ugledni meščan Woerdna Warnaer Claesz vložil peticijo pri mestnih sodnikih za uvedbo augsburške veroizpovedi. Prišlo je tudi do motenj cerkvenega bogoslužja. Mestni sodniki so iz previdnosti odstranili ikone in druge dragocenosti iz cerkve in jih shranili na varno, cerkev pa zaprli. Holandsko sodišče se je strinjalo z dejanji mestnih sodnikov, vendar je nasprotoval vojvoda Eric iz Brunswicka. Zahteval je povrnitev katoliškega bogoslužja. Mestni sodniki so odlašali z dvomom o njegovi avtoriteti v tej zadevi. Vojvoda Erik se je odzval z dvigom majhne vojske in prisilil mestne sodnike, da so ugodili.
Vojvoda Eric je prav tako prispeval k zatiranju ponesrečenega upora Henrika Brederodenskega, gospoda Vianena. Potem ko je bila uporniška vojska poražena v bitki pri Oosterweelu (13. marca 1567), je Erik Brunšviški 5. maja 1567 zavzel Vianen.
V kasnejši zgodovini so mesto zasedli Španci (1575, 1576) in Francozi (1672, 1673, še posebej katastrofalno pa leta 1813).

### Moderna doba
Leta 1989 je prišlo do lokalnega preoblikovanja meja province, zaradi česar je bil Woerden prenesen iz Južne Nizozemske v provinco Utrecht. Leta 2015 je mestni begunski center postal prizorišče nasilnega napada 20 ljudi s kapucami, ki so nosili ognjemete in podirali ograje.

## Geografija
Woerden se nahaja na 52°5′N 4°53′E / 52.083°N 4.883°E na zahodu province Utrecht v središču Nizozemske.
Woerden meji na občine De Ronde Venen (na severu), Stichtse Vecht (severovzhod), Utrecht (vzhod) in Montfoort (jug) v provinci Utrecht ter Bodegraven-Reeuwijk (jugozahod) in Nieuwkoop (severozahod) v provinca Južna Holandija .
Naseljena središča v občini so De Meije, Harmelen, Kamerik, Kanis, Woerden in Zegveld.

## Pomembni krajani
- Jan de Bakker (1499–1525), protestantski mučenik
- Herman van Swanevelt (1603–1655), slikar in jedkar iz baročne dobe
- Leo Gestel (1881-1941), nizozemski modernistični slikar
- Herman de Man (1898–1946), romanopisec
- Gerda Verburg (rojena 1957) političarka in diplomatka, živi v Woerdnu
- Simone Angel (rojena 1971), televizijska voditeljica in pevka